# Bear Grass
Bear Grass est une ville américaine située dans le comté de Martin dans l'État de Caroline du Nord. En 2010, sa population était de 73 habitants.

## Démographie
| 1910 | 1920 | 1930 | 1940 | 1950 | 1960 |
| ---- | ---- | ---- | ---- | ---- | ---- |
| 56   | 108  | 131  | 114  | 128  | 103  |

| 1970 | 1980 | 1990 | 2000 | 2010 | - |
| ---- | ---- | ---- | ---- | ---- | - |
| 99   | 82   | 77   | 53   | 73   | - |

## Source de la traduction
- (en) Cet article est partiellement ou en totalité issu de l’article de Wikipédia en anglais intitulé « Bear Grass, North Carolina » (voir la liste des auteurs).